# Flore Française
Flore Française (abreviado Fl. Franç. (ed. 3)) es un libro con ilustraciones y descripciones botánicas que fue escrito por el briólogo, botánico, micólogo, pteridólogo suizo Augustin Pyrame de Candolle. Fue publicado en cuatro tomos con 5 volúmenes en el año 1805 (el tomo 5, vol. 6, en 1815), con el nombre de Flore Francaise, ou Descriptions Succinctes de Toutes les Plantes qui Croissent Naturellement en France....